# Kvarndammen (Barkeryds socken, Småland, 639082-142995)
Kvarndammen är en sjö i Nässjö kommun i Småland och ingår i Motala ströms huvudavrinningsområde.